# Hot Adult Contemporary Tracks
La Hot Adult Contemporary Tracks è la classifica che elenca le canzoni più popolari di musica Adult contemporary negli Stati Uniti, stilata settimanalmente dalla rivista Billboard.
La classifica si basa sui dati di airplay radiofonico rilevati dalla Nielsen Broadcast Data Systems.
In passato nota come Adult Contemporary Singles, Easy Listening, Pop-Standard Singles e Middle-Road Singles, la Hot Adult Contemporary Tracks è stata pubblicata per la prima volta da Billboard il 17 luglio 1961.

## Gli anni ottanta
Il 21 agosto 1982, la Adult Contemporary chart cominciò a basarsi esclusivamente sui passaggi radiofonici.
Negli anni ottanta a dominare la scena adult contemporary statunitense furono ancora Elton John, i Chicago, Dan Fogelberg, Kenny Rogers e Dionne Warwick, a cui si affiancarono nuovi artisti quali Whitney Houston, Madonna, Air Supply, Lionel Richie e Gloria Estefan. In molti casi, le canzoni in classifica non erano molto diverse da quelle presenti nella classifica nazionale Hot 100, indicando un'impennata di gradimento dei generi AC da parte degli americani nel corso degli anni ottanta. La disco music e la new wave non rientravano più nei canoni AC, soprattutto all'inizio del decennio, e l'hip-hop e il rock rimasero fuori da questi formati fino alla fine degli anni ottanta.
Nessuna canzone rimase per più di sei settimane alla numero 1 della classifica durante questo decennio, ma ci riuscirono in nove brani. Lionel Richie ne piazzò due: "You Are" nel 1983 e "Hello" l'anno seguente. Tra le altre hit di questa classifica si ricordano "Time After Time" di Cyndi Lauper, "I Just Called to Say I Love You" di Stevie Wonder, "Live to Tell" di Madonna e "I Just Can't Stop Loving You" di Michael Jackson.

## Gli anni novanta
Considerati i cambiamenti nei criteri di compilazione delle classifiche Billboard all'inizio degli anni novanta, molti brani Adult contemporary riuscirono a rimanere in vetta per pi tempo, tra cui ("The River of Dreams" di Billy Joel e "Said I Loved You...But I Lied" di Michael Bolton), ognuna rimasta per ben dodici settimane alla numero 1. Altri successi AC del decennio furono "Change the World" di Eric Clapton, "Un-Break My Heart" di Toni Braxton e "Because You Loved Me" di Céline Dion (che nel '96 rimase per ben 19 settimane la canzone adult contemporary più trasmessa).
Negli anni novanta, oltre alla Dion altri cantanti ebbero svariate numero 1 in questa classifica: Mariah Carey, Phil Collins, Michael Bolton, Whitney Houston e Shania Twain. Sempre in questo periodo emersero nuove cantautrici quali Sarah McLachlan, Natalie Merchant, Jewel, Melissa Etheridge e Sheryl Crow.

## Gli anni 2000
Nel nuovo millennio, nella Hot Adult Contemporary Tracks chart diventa prassi che una canzoni rimanga molte settimane in classifica, anche dopo essere uscita dalla Hot 100. Canzoni come "Love Story" e "You Belong with Me" di Taylor Swift, "Waiting on the World to Change" di John Mayer, "Love Song" di Sara Bareilles e "You're Beautiful" di James Blunt sono rimaste in classifica per oltre un anno dalla pubblicazione. Un articolo di MTV scritto da Corey Moss descrive il fenomeno: "Le stazioni radiofoniche AC sono il luogo in cui le canzoni pop hanno una morte molto lenta. O, per vederla in un'ottica positiva, godono di giovinezza eterna." Un'altra teoria per questo fenomeno è che le stazioni AC trasmettono molta musica del passato e uno spettro piuttosto ristretto di canzoni nuove, rendendo le classifiche più statiche. Non si tratta di stazioni radio che tengono aggiornati gli ascoltatori sulle ultime uscite dei cantanti in voga al momento.
Il record di maggior numero di settimane alla numero 1 della Adult Contemporary chart è di 28, ottenuto da Uncle Kracker featuring Dobie Gray nel 2003 con la cover di "Drift Away". Altre due canzoni a superare la soglia delle venti settimane sono state "A New Day Has Come" di Céline Dion e "Breakaway" di Kelly Clarkson. Altri due cantanti di American Idol come la Clarkson hanno riscosso successo su questi formati: David Cook e Chris Daughtry.
Nel 2006, Céline Dion registrò un record di 87 settimane passate in vetta a questa classifica; al secondo posto con 47 settimane a testa seguono Elton John e Lionel Richie.

## Gli anni 2010
All'inizio degli anni 2010, si assiste alla tendenza di inserire canzoni più movimentate e con elementi dance nei format AC. Artisti come Rihanna, Usher e Lady Gaga sono in ascesa, mentre si assiste al declino di evergreen quali Céline Dion, Elton John e Gloria Estefan.